# Пила X
«Пила́ X» (англ. Saw X, также «Пила 10») — американский фильм ужасов режиссёра Кевина Гротерта. Десятая часть серии фильмов «Пила». Главные роли исполнили Тобин Белл, Шони Смит, Сюннёве Макодю Лунд, Стивен Брэнд, Рената Вака и Майкл Бич. Премьера в кинотеатрах США состоялась 29 сентября 2023 года, в СНГ — 5 октября 2023 года, в России — 17 июля 2025 года.
«Пила X» получила в целом положительные отзывы критиков и зрителей, и самые высокие во франшизе в целом.

## Сюжет
Джону Крамеру сообщают, что из-за прогрессирующего рака мозга ему осталось жить всего несколько месяцев. Он посещает собрание группы поддержки онкологических больных и знакомится с Генри Кесслером, который позже утверждает, что вылечился благодаря экспериментальному норвежскому методу лечения рака, проведённому группой под руководством доктора Финна Педерсона. Отчаявшийся Джон связывается с дочерью врача Сесилией, которая направляет его в свою клинику неподалёку от Мехико.
По прибытии в Мексику Джона отвозят в клинику и знакомят с Сесилией и её командой — Матео, Валентиной и доктором Кортезом, — а также с пациентами Габриэлой и Паркером и маленьким сыном смотрителя Карлосом, с которым он сдруживается. Джон ложится на операцию, по окончании Сесилия сообщает ему, что теперь он избавлен от рака. Обретя новую жизнь, Джон покупает подарок для Габриэлы. Однако, вернувшись в клинику, он обнаруживает, что она заброшена. Он открывает видеозапись, имитирующую его предполагаемую операцию на головном мозге, снимает бинты и не обнаруживает шрама на голове, понимая, что вся операция была мошенничеством.
Решив, что «доктор Кортез» — это переодетый таксист Диего, Джон похищает и допрашивает его, а затем заставляет сыграть в «игру», в которой он должен извлечь самодельные бомбы, прикреплённые к его рукам, разрезав собственную плоть, что он успешно делает. Тем временем ученица Джона Аманда Янг помогает ему похитить Сесилию, а также Матео, Валентину и Габриэлу. Они приходят в себя в клинике и становятся героями игр.
Валентине поручено разрезать ногу пилой Джильи и извлечь достаточное количество костного мозга, чтобы подключить его к датчику и деактивировать ловушку. Ей удаётся ампутировать ногу, но не удаётся собрать достаточное количество костного мозга, и вторая пила Джильи обезглавливает ее. Позже Сесилия использует кишки Валентины в качестве верёвки, чтобы достать свой телефон и позвать на помощь, но Аманда бьёт её шокером, заставляя подчиниться, и забирает телефон.
Паркер врывается в клинику, требуя вернуть свои деньги. Аманда удерживает его, в то время как Матео вынужден просверлить себе череп и извлечь кусочек мозговой ткани, чтобы растворить её в пробирке и получить ключ. Несмотря на то, что он успешно справляется с задачей, ткань не успевает рассосаться, и его лицо закрывает маска с подогревом, что приводит к смерти. Затем Габриэлу подвешивают к кандалам и подвергают воздействию ионизирующего излучения, после чего ей поручают освободиться с помощью кувалды, чтобы сломать скованные конечности. Ей это удаётся, но прежде чем Аманда успевает отвезти её в больницу, Паркер под дулом пистолета заставляет их освободить Сесилию.
Сесилия убивает Габриэлу, ломая ей шею, и рассказывает, что позвонила Паркеру, который участвует в афере, чтобы тот спас ее. Она заставляет Джона приковать себя цепями к ловушке, предназначенной для нее. Услышав, что Карлос снаружи, она забирает ребёнка и приковывает его цепями напротив Джона. Ловушка начинает поливать их кровью. Паркер и Сесилия отправляются забрать свою сумку с украденными деньгами из комнаты управления Джона, но активируют растяжку, запирая их обоих в комнате и освобождая Джона и Карлоса. Флэшбек показывает, что Диего разоблачил всех мошенников, включая Паркера и Генри, и что Джон обманом заставил Сесилию заманить Паркера в это заведение. Помещение начинает заполняться смертоносным газом; единственной передышкой становится вентиляционное отверстие, достаточно большое для головы лишь одного человека, что вынуждает Сесилию и Паркера сражаться друг с другом. Сесилия убивает Паркера, но может только наблюдать, как Джон, Аманда и Карлос покидают помещение, оставляя её в ловушке.
Некоторое время спустя Генри просыпается в полуразрушенной ванной с новой ловушкой, пристёгнутой к его животу, под присмотром Джона и детектива Марка Хоффмана.

## В ролях
- Тобин Белл — Джон Крамер / Конструктор
- Шони Смит — Аманда Янг[англ.]
- Сюннёве Макодю Лунд[англ.] — Сесилия Педерсон
- Стивен Брэнд — Паркер Сирс
- Рената Вака[исп.] — Габриэла
- Джошуа Окамото[исп.] — Диего
- Октавио Инохоса[исп.] — Матео
- Паулетт Эрнандеc[исп.] — Валентина
- Хорхе Брисеньо — Карлос
- Костас Мэндилор — Хоффман[англ.]
- Майкл Бич — Генри Кесслер
- Исан Беомхён Ли — уборщик
- Дэвид Альфано — доктор
- Кэти Барбери — руководительница группы поддержки больных раком
- Люсия Гомес Робледо — специалист по магнитно-резонансной томографии
- Донаг Гордон[исп.] — доктор Финн Педерсон

## Производство
В апреле 2021 года, за месяц до премьеры фильма «Пила: Спираль», стало известно, что компания Twisted Pictures занимается разработкой десятого фильма кинофраншизы.
В декабре 2021 года сценаристы Джош Столберг и Питер Голдфингер сообщили, что сценарий фильма готов. В августе 2022 года сайт Bloody Disgusting сообщил, что режиссёром фильма «Пила X» станет Кевин Гротерт, который ранее снял ленты «Пила 6» (2009) и «Пила 3D» (2010).
В октябре 2022 года было объявлено, что Тобин Белл вновь сыграет Джона Крамера в предстоящем десятом фильме франшизы. В декабре 2022 года портал Deadline Hollywood сообщил, что в фильме снимутся Сюннёве Макодю Лунд, Стивен Брэнд и Майкл Бич. Шони Смит вновь исполнит роль Аманды Янг. В том же месяце к актёрскому составу присоединились Рената Вака, Паулетт Эрнанде, Джошуа Окамото и Октавио Хинохоса.
Съёмки фильма стартовали в Мехико в конце октября 2022 года и завершились в феврале 2023 года.

## Премьера
Премьера фильма в кинотеатрах США состоялась 29 сентября 2023 года. Ранее называлась дата 27 октября.
В странах СНГ, не считая Беларуси и России, картина появилась 5 октября 2023 года под названием «Пила 10». Поскольку на тот момент студия Lionsgate в рамках санкций не поддерживала сотрудничество с российскими и белорусскими кинотеатрами, официально в прокат в этих странах фильм не вышел. В 2025 году Lionsgate вернулась на российский рынок, продав права на прокат «Пилы X» компании «Кино.Арт.Про», которая организовала кинотеатральный релиз 17 июля того же года.

## Восприятие
Фильм «Пила X» собрал 53,6 млн долларов в США и Канаде и 58,2 млн долларов в других странах; в общей сумме по всему миру картина собрала 111,8 млн долларов.
На сайте-агрегаторе Rotten Tomatoes фильм имеет рейтинг 80 % на основании 149 рецензий критиков со средним баллом 6,5 из 10; консенсус критиков сайта гласит: «„Пила X“, возглавляемая лучшим во франшизе актёром Тобином Беллом, вдохнула новую жизнь в серию, представив удивительно душевную часть, дополненную огромным количеством крови». На сайте-агрегаторе Metacritic рейтинг фильма составляет 60 баллов из 100 возможных на основании 26 рецензий критиков, что соответствует «средним или смешанным» оценкам.

## Продолжение
В декабре 2023 года компания Lionsgate анонсировала одиннадцатый фильм — «Пила 11». Премьера в кинотеатрах состоится 26 сентября 2025 года. В марте 2025 года производство фильма было приостановлено.